# Psychotria bolivarensis
Psychotria bolivarensis là một loài thực vật có hoa trong họ Thiến thảo. Loài này được (Standl. & Steyerm.) Steyerm. miêu tả khoa học đầu tiên năm 1972.